# Letztes Mal
Letztes Mal ist ein Lied des deutschen Rappers Bonez MC und des österreichischen Rappers RAF Camora. Es erschien am 15. Juli 2022 als erste Singleauskopplung ihres dritten Kollaboalbums Palmen aus Plastik 3.

## Entstehung und Artwork
Geschrieben wurde Letztes Mal von den beteiligten Interpreten John-Lorenz Moser (Bonez MC) und Raphael Ragucci (RAF Camora) selbst sowie den Koautoren Flo Moser und Mohamad „Hamudi“ Hoteit (The Royals) und dem Produzentenduo The Cratez (David Kraft und Tim Wilke). Die Produktion erfolgte durch die Zusammenarbeit von The Cratez, Flo Moser, RAF Camora und The Royals, wobei RAF Camora als Executive Producer tätig war. Das Mastering erfolgte durch den Berliner Tontechniker Lex Barkey, gemixt wurde das Lied von Manuel Mayer (Menju).
Auf dem Frontcover der Single sind die Fäuste von Bonez MC und RAF Camora zu sehen, die die beiden aneinander halten. Beide tragen am kleinen Finger den goldenen, eine Palme zeigenden Ring, den sie sich zur Feier des Goldstatus von Palmen aus Plastik anfertigen ließen. Das Cover-Artwork wurde von Isik Designs erstellt.

## Veröffentlichung und Promotion
Die Erstveröffentlichung von Letztes Mal erfolgte als digitale Single zum Download und Streaming am 15. Juli 2022. Sie erschien als Einzeltrack unter dem Musiklabel Vertigo Berlin und wurde durch die Universal Music Group vertrieben. Verlegt wurde das Lied durch Anthra Music, BMG Rights Management und die Ragucci & Boldt Holding. Am 9. September 2022 erschien das Lied als Teil des dritten Kollaboalbums von Bonez MC und RAF Camora, Palmen aus Plastik 3.

## Hintergrund

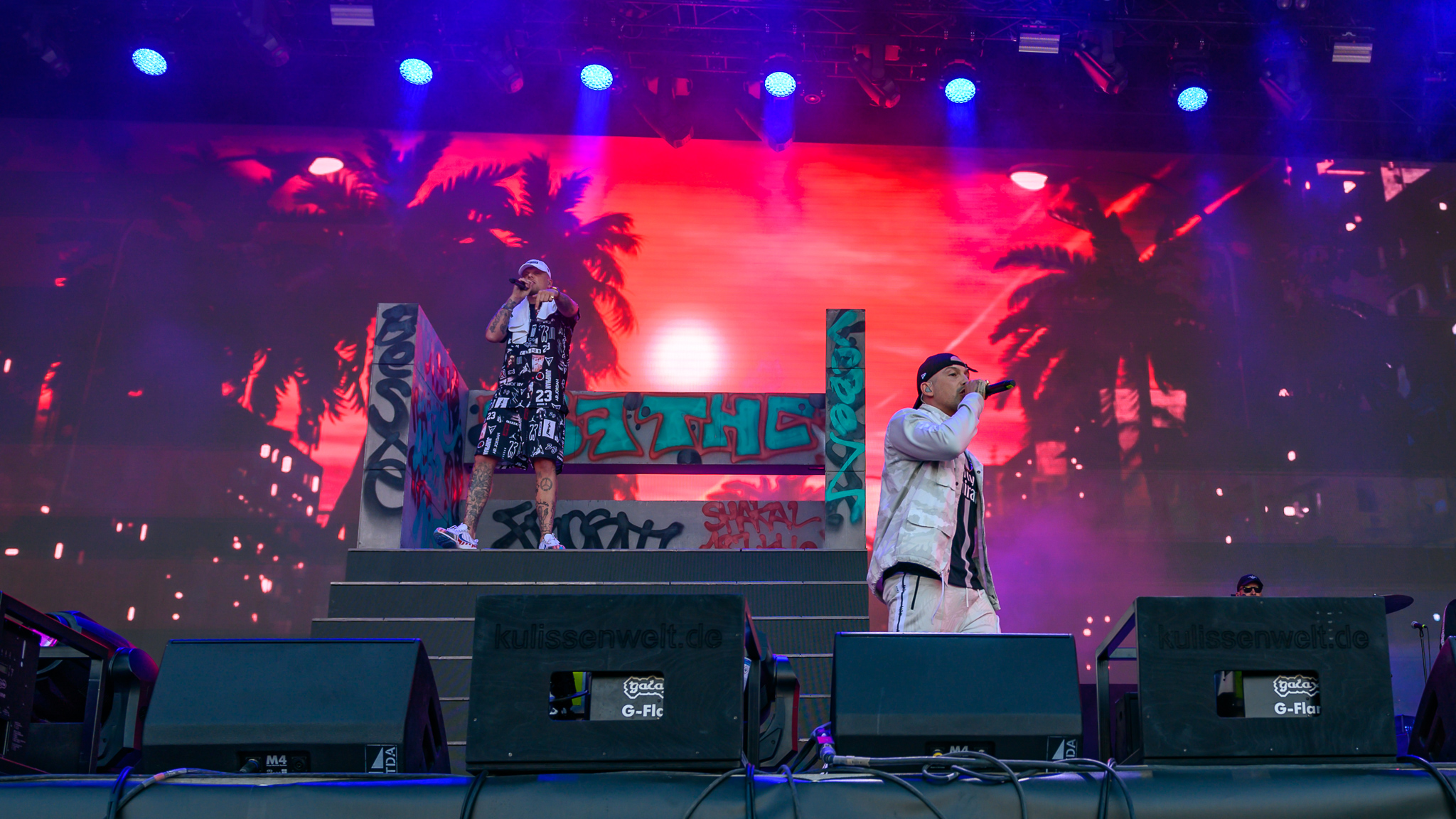
RAF Camora und Bonez MC bei Rock im Park 2019.

Mit den beiden Kollaboalben Palmen aus Plastik und Palmen aus Plastik 2 erreichten Bonez MC und RAF Camora nicht nur ihren kommerziellen Durchbruch, ihnen gelang es darüber hinaus, den „Deutschrap-Sound“ zu revolutionieren und „nie dagewesene[…] Erfolge im deutschen Rap“ zu erreichen. Für die Alben und zugehörigen Lieder wurden beide Rapper mit zahlreichen Preisen, Goldenen und Platin-Schallplatten ausgezeichnet, die drei Singles Palmen aus Plastik, Ohne mein Team und 500 PS erreichten jeweils für über eine Million Verkäufe Diamantstatus in Deutschland. Nachdem die Lieder aus Palmen aus Plastik 2 13 der 14 vordersten Plätze in den Ö3 Austria Top 40 belegt hatten, wurden in Österreich sogar die Chartregeln geändert.
Durch das zwischenzeitliche Karriereende RAF Camoras schien ein dritter Teil der Reihe zunächst ausgeschlossen, wenngleich sich Bonez MC dafür offen zeigte. Durch RAF Camoras Karriere-Comeback mit Zukunft sowie Teaser in Liedern wie Mein Planet („Bruder, pump’ PaP 3“) und den sozialen Medien zeichnete sich Palmen aus Plastik 3 innerhalb der Szene bereits einige Monate vor der offiziellen Ankündigung ab. Diese erfolgte am 14. Juli 2022 im Rahmen einer ausverkauften Party im Berliner Club Haubentaucher, zusammen mit der Ankündigung der Single Letztes Mal für den nächsten Tag.
Letztes Mal erschien am 15. Juli 2022 und damit genau sechs Jahre nach der Single Palmen aus Plastik, mit der die Trilogie 2016 begann, während Palmen aus Plastik 3 genau sechs Jahre nach dem ersten Album der Reihe veröffentlicht wurde.

## Inhalt
| „Komm, noch ein letztes Gramm (Let’s go) Pack alles raus auf dein’n Ausweis Wenn nicht jetzt, Van Damme (Wann dann?) Ein geiles Auto, ich kauf’s gleich (Come on, come on) Lass uns S-Bahn fahr’n (Okay) Nicht innendrin, sondern obendrauf Noch ein letztes Mal (Let’s go) Letztes Mal (Pow, pow)“ – Refrain, Originalauszug | Der Liedtext zu Letztes Mal ist in deutscher Sprache verfasst und wurde von den Interpreten Bonez MC und RAF Camora selbst geschrieben. Die Komposition stammt von den Musikproduzenten The Cratez, Flo Moser, RAF Camora und The Royals. Musikalisch bewegt sich das Lied im Bereich des Raps, stilistisch im Bereich des Dancehalls und deutschen Hip-Hops. Das Tempo beträgt 144 Schläge pro Minute. Die Tonart ist F-Dur. Das Stück basiert auf einem Up-tempo-Beat und verwendet ein Sample des 2000 erschienenen Songs Around the World (La La La La La) der deutschen Eurodance-Band ATC. Inhaltlich handelt das Lied hauptsächlich vom Leben der beiden Rapper im Luxus und ihrem Erfolg, insbesondere mit der Palmen-aus-Plastik-Reihe. Darüber hinaus äußert RAF Camora Zweifel, ob sie diesen überhaupt verdient hätten („Ich seh’ Diamanten, alles glänzt in Wien / Palme auf dem Ring wie ein MVP / Ich hab’ kein’n Plan, ob wir es verdien’n“). Aufgebaut ist das Lied aus einem Intro, zwei Strophen, einem Refrain und einem Outro. Das Lied beginnt mit dem vier Verse umfassenden Intro, auf das die erste Strophe folgt, die aus 16 Versen besteht. Beide Liedteile werden von RAF Camora gerappt. Auf die erste Strophe folgt zunächst die zum Intro fast identische Pre-Hook, ehe der eigentliche, acht Verse lange Refrain einsetzt, den Bonez MC rappt. An den Refrain schließen sich die aus zwei Versen bestehende Bridge und die zweite, ebenfalls 16 Verse umfassende Strophe an, die jeweils Bonez MC interpretiert. Nach der Pre-Hook und der zweifachen Wiederholung des Refrains endet das Lied mit dem Outro, das lediglich aus dem Ausruf „Let’s go / Okay / Let’s go“ besteht. |

## Musikvideo

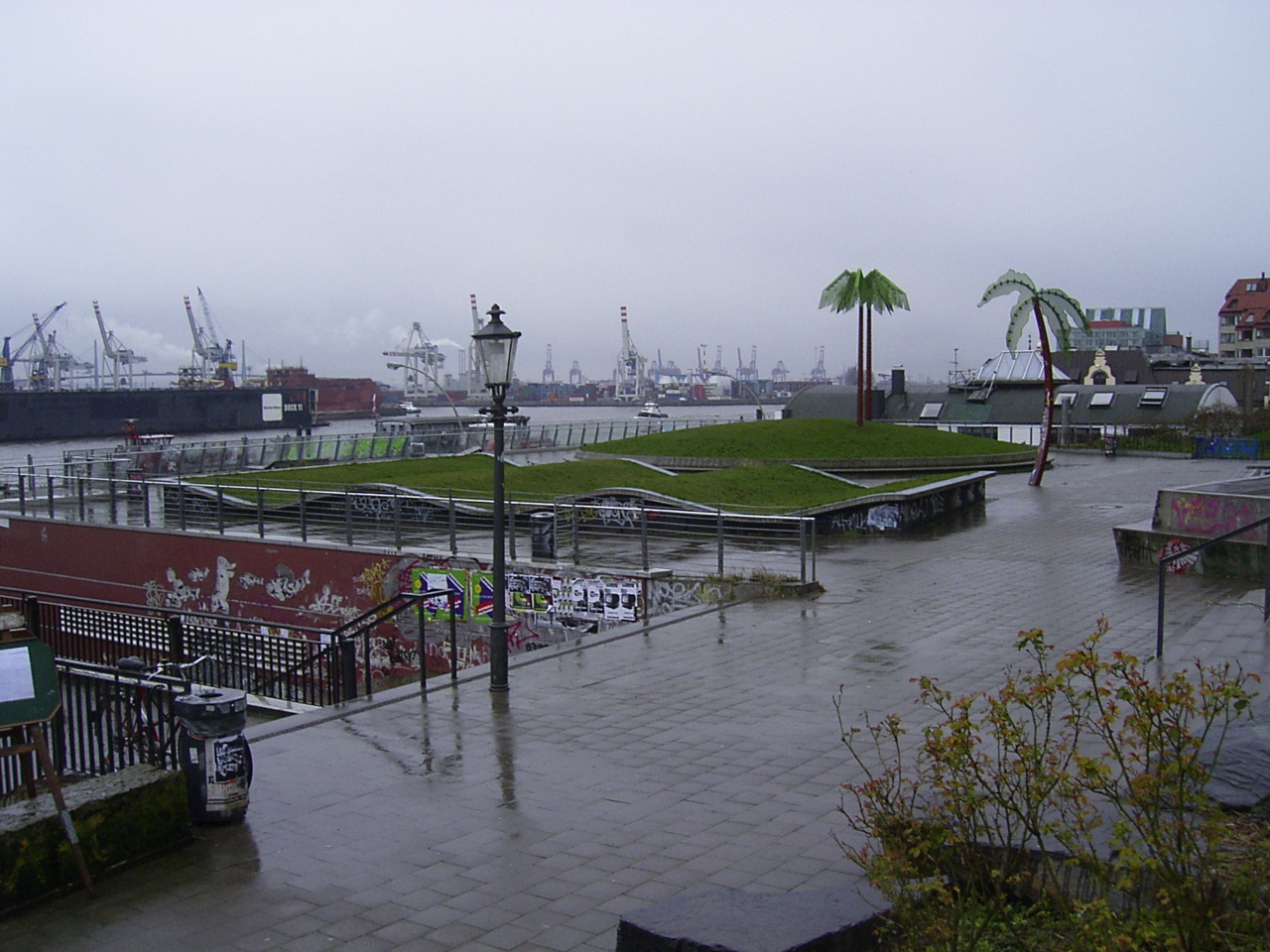
Der Hamburger Antonipark, in dem Teile des Musikvideos gedreht wurden.

Das Musikvideo zu Letztes Mal feierte seine Premiere am 15. Juli 2022 auf CrhymeTV, dem YouTube-Kanal der 187 Strassenbande. Es zeigt hauptsächlich Bonez MC und RAF Camora, die den Song an verschiedenen Orten wie dem Wiener Wurstelprater oder dem Hamburger Antonipark performen. Der Großteil der Orte war bereits in unterschiedlichen Musikvideos, die Shaho Casado seit 2016 für die beiden Rapper produzierte, zu sehen. So weist das Video Elemente einer Zeitreise durch die bisherige Palmen-aus-Plastik-Geschichte auf. Darüber hinaus haben unter anderem Ahmad Amin und die 187-Strassenbande-Mitglieder Gzuz, LX, Maxwell und Sa4 Gastauftritte. Die Gesamtlänge des Videos beträgt 3:55 Minuten. Regie führte Shaho Casado. Bis Mai 2025 zählte das Musikvideo über fünf Millionen Aufrufe bei YouTube.

## Mitwirkende
| Liedproduktion - Lex Barkey: Mastering - Mohamad „Hamudi“ Hoteit (The Royals): Komponist, Musikproduzent - David Kraft (The Cratez): Komponist, Musikproduzent - Manuel Mayer (Menju): Abmischung - Flo Moser: Komponist, Musikproduzent - John-Lorenz Moser (Bonez MC): Liedtexter, Rap - Raphael Ragucci (RAF Camora): Executive Producer, Komponist, Liedtexter, Musikproduzent, Rap - Tim Wilke (The Cratez): Komponist, Musikproduzent Unternehmen - Anthra Music: Musikverlag - BMG Rights Management: Musikverlag - Casa’dor: Filmproduktionsleitung (Musikvideo) - Ragucci & Boldt Holding: Musikverlag - Universal Music Group: Vertrieb - Vertigo Berlin: Musiklabel | Musikvideo - Shaho Casado: Drehbuch, Drohne, Filmschnitt, Kameramann, Regisseur, Visueller Effekt - Hadi El-Dor: Projektleiter - Illyes Haddad: Produktionsassistent - Carsten Krause: Beleuchter - Markus Mansi: Kameramann - Aha Moh: Produktionsassistent - MostMagic: Visueller Effekt - Julian Trunke: Visueller Effekt Artwork - Isik Designs: Artdirector (Cover) |

## Rezeption

### Preise
Bei der Amadeus-Verleihung 2023 wurden Bonez MC und RAF Camora mit der Single in der Kategorie „Song des Jahres“ nominiert, mussten sich jedoch Halo von Lumix und Pia Maria geschlagen geben. Zudem waren beide Interpreten mit dem Album Palmen aus Plastik 3 in der Kategorie „Album des Jahres“ nominiert und wurden in der Kategorie „HipHop / Urban“ ausgezeichnet.
Das Musikvideo zu Letztes Mal wurde bei den Hiphop.de Awards 2022 als „Bestes Video national“ ausgezeichnet.

### Rezensionen
Das deutschsprachige E-Zine laut.de bezeichnet das Lied als „eher weniger innovativ“, es versetze „musikalisch zurück ins Jahr 2016“. Das Musikvideo wird positiv hervorgehoben, es sei „extrem hochwertig, fast schon filmreif“ produziert.

## Kommerzieller Erfolg
Auf der Streaming-Plattform Spotify verzeichnet das Lied bisher mehr als 52 Millionen Streams (Stand: Mai 2025).

### Chartplatzierungen
Letztes Mal stieg am 22. Juli 2022 auf Platz zwei in die deutschen Singlecharts ein und musste sich nur DJ Robin und Schürze mit Layla geschlagen geben. Die Single platzierte sich zwei Wochen in den Top 10 und zwölf Wochen in den Top 100. In den deutschen Single-Jahrescharts 2022 belegte der Song Platz 96. Auch in den Ö3 Austria Top 40 debütierte die Single am 26. Juli 2022 auf Position zwei hinter Layla. Das Stück war vier Wochen in den Top 10 sowie acht Wochen in den Top 75 vertreten. In der Schweizer Hitparade musste sich der Song in der ersten Woche ebenfalls Layla sowie As It Was von Harry Styles geschlagen geben und erreichte mit Rang drei seine höchste Notierung. Insgesamt konnte er sich eine Woche in den Top 10 sowie sieben Wochen in der Hitparade platzieren.
Für Bonez MC ist Letztes Mal der 125. Charthit in Deutschland sowie der 81. in Österreich und der 71. in der Schweiz. In Deutschland ist es sein 40. Top-10-Erfolg, in Österreich der 38. und in der Schweiz der 18. RAF Camora erreichte mit dem Stück zum 103. Mal die deutschen, zum 86. Mal die österreichischen und zum 59. Mal die Schweizer Singlecharts. Für ihn stellt das Lied den 34. Top-10-Hit in Deutschland, den 42. in Österreich und den 19. in der Schweiz dar.
| ChartsChartplatzierungen | Höchstplatzierung | Wochen |
| ------------------------ | ----------------- | ------ |
| Deutschland (GfK)        | 2 (12 Wo.)        | 12     |
| Österreich (Ö3)          | 2 (8 Wo.)         | 8      |
| Schweiz (IFPI)           | 3 (7 Wo.)         | 7      |

| ChartsJahrescharts (2022) | Platzierung |
| ------------------------- | ----------- |
| Deutschland (GfK)         | 96          |